# Дискография Верки Сердючки
Дискография украинского певца и актёра Андрея Данилко, выступающего под псевдонимом Верка Сердючка, включает в себя четыре студийных альбома, два мини-альбома и пять сборников.
Ещё до того как попробовать себя в качестве певца, Андрей Данилко гастролировал со своим театром по городам Украины. Спектакль обычно стоял из миниатюр и сценок. Особенной популярностью пользовался персонаж Верки Сердючки — полтавской проводницы. Через пару лет на каждом рынке можно было услышать кассетные записи с монологами Сердючки. В 1997 году был издан сборник монологов на компакт-кассете. В том же году Данилко начинает сотрудничество с лейблом Mamamusic, выходит его первая песня «Просто Вера» (песня является пародией на песню «Просто Тая» украинской певицы Таисии Повалий). В том же году Андрей Данилко в образе проводницы Верки начинает вести ток-шоу «СВ-шоу». Новые песни Данилко также писал в юмористическом ключе, среди них «Абрикосы», «Я рождена для любви», «Ваза и пион», «Контролёр», «По чуть-чуть». В тот же период начинают сниматься и видеоклипы, которые активно транслируются на украинском телевидении, некоторые попадают в хит-парад «Територія А». В 1998 году был выпущен мини-альбом «Я рождена для любви».
В 2001 году выходят синглы «Пирожок» и «Гоп-гоп», которые становятся популярным не только в Украине, но и во всём СНГ. За песню «Гоп-гоп» Верка получает свой первый «Золотой Граммофон». В конце 2001 года на экраны выходит новогодний мюзикл «Вечера на хуторе близ Диканьки», в котором появляется Верка в образе самогонщицы и исполняет песню «Горiлка». В конце 2002 года Верка вновь появляется в мюзикле «Золушка», где в образе Брунгильды совместно с «ВИА Грой» исполняет песню «Я не поняла», которая становится большим хитом. В 2003 году выходит первый полноформатный студийный альбом «Ха-ра-шо!», который сопровождается активной поддержкой супер-хита «Всё будет хорошо». Пластинка расходится миллионным тиражом в России и Украине, где она имеет бриллиантовую сертификацию.
В конце 2003 года вышел ещё один альбом Верки «Чита Дрита», на этот раз состоящий только из новых песен. Выпуск альбома сопровождался синглом «Новогодняя», который занял первое место в радиочарте СНГ. В 2004 году выходит сингл «Жениха хотела», записанный с Глюкозой, и также занимает первое место в СНГ. На волне популярности песни был выпущен одноимённый сборник с песнями, записанными ещё в конце девяностых. В конце года вышло переиздание альбома «Чита Дрита» с новой песней «Ёлки», ставшей очередным хитом.
В 2005 году был выпущен альбом Tralli-Valli, сопровождавшийся такими успешными синглами как «Трали-вали» и «Хорошо красавицам». В том же году выходит инструментальный альбом Андрея Данилко «После тебя…». В том же году Андрей принимает участие в записи сингла «Hop Hop Hop» на польском языке совместно с Михалом Вишневским для его проекта Реня Пачковская.
В 2007 году Верка Сердючка отправляется в Хельсинки представлять Украину на конкурсе «Евровидение» с песней «Dancing Lasha Tumbai». Сердючка занимает второе место в финале, а песня «Dancing Lasha Tumbai» становится хитом и входит в чарты многих европейских стран. Тогда же в Европе был выпущен сборник Dancing Europe, который попадает на 105 место французского альбомного чарта. В 2008 году выходит новый студийный альбом Doremi Doredo.
В период с 2010 по 2012 годы Верка выпускает три песни: «Дольче Габбана», «Смайлик» и «#switter», которые становятся громкими хитами в СНГ. В 2014 году выходит сингл «Гидропарк». В 2019 году Сердючка выпускает сингл «Make It Rain Champagne», который быстро становится популярным в Украине и занимает 7 место в радиочарте. 4 сентября 2020 года был выпущен англоязычный мини-альбом Sexy.

## Альбомы

### Студийные альбомы
| Название      | Детали                                                                          | Сертификации                  |
| ------------- | ------------------------------------------------------------------------------- | ----------------------------- |
| «Ха-ра-шо!»   | - Релиз: 2003 - Лейбл: Mamamusic - Формат: CD, кассета                          | - IFPI Украина: Бриллиантовый |
| «Чита Дрита»  | - Релиз: 2003 - Лейбл: Mamamusic, Граммофон Рекордс - Формат: CD, кассета       |                               |
| Tralli-Valli  | - Релиз: 2006 - Лейбл: Mamamusic, Союз, Тетр Данилко - Формат: CD, кассета      |                               |
| Doremi Doredo | - Релиз: 8 июля 2008 - Лейбл: Mamamusic, Квадро-Диск, Тетр Данилко - Формат: CD |                               |

### Мини-альбомы
| Название              | Детали                                                                  |
| --------------------- | ----------------------------------------------------------------------- |
| «Я рождена для любви» | - Релиз: 30 марта 1998 - Лейбл: Nova Records - Формат: Кассета          |
| Sexy                  | - Релиз: 4 сентября 2020 - Лейбл: Mamamusic - Формат: Цифровая загрузка |

### Сборники
| Название                                         | Детали                                                                   |
| ------------------------------------------------ | ------------------------------------------------------------------------ |
| «Неизданное»                                     | - Релиз: 2002 - Лейбл: NAC, Mamamusic - Формат: CD, кассета              |
| «Жениха Хотела. Неизданное»                      | - Релиз: 2004 - Лейбл: Mamamusic, Студия «Монолит» - Формат: CD, кассета |
| Dancing Europe                                   | - Релиз: 2007 - Лейбл: Universal Licensing Music - Формат: CD            |
| The Best                                         | - Релиз: 2008 - Лейбл: Mamamusic, Квадро-Диск, Тетр Данилко - Формат: CD |
| «Всё будет хорошо (The Best of Verka Serduchka)» | - Релиз: 5 мая 2017 - Лейбл: Mamamusic - Формат: Цифровая загрузка       |

### Саундтреки
| Название                                             | Детали                                                                   |
| ---------------------------------------------------- | ------------------------------------------------------------------------ |
| Вечера на хуторе близ Диканьки                       | - Релиз: 2001 - Лейбл: Volia Music - Формат: CD, кассета                 |
| Песни из фильма «Золушка»                            | - Релиз: 2002 - Лейбл: Silver Records, JRC - Формат: Кассета, CD         |
| Новогодняя музыкальная сказка «Снежная Королева»     | - Релиз: 2003 - Лейбл: АРС Records - Формат: CD, кассета                 |
| Песни из фильма «Безумный день, или Женитьба Фигаро» | - Релиз: 25 декабря 2003 - Лейбл: Квадро-Диск, JRC - Формат: CD, кассета |
| За двумя зайцами                                     | - Релиз: 2004 - Лейбл: Mamamusic - Формат: CD, кассета                   |
| Песни из фильма «Сорочинская Ярмарка»                | - Релиз: 2004 - Лейбл: Mamamusic - Формат: CD, кассета                   |
| Spy (Original Motion Picture Soundtrack)             | - Релиз: 25 мая 2015 - Лейбл: Milan - Формат: CD, цифровая загрузка      |

### Прочие альбомы
| Название      | Детали                                                 |
| ------------- | ------------------------------------------------------ |
| «После тебя…» | - Релиз: 2005 - Лейбл: Mamamusic - Формат: CD, кассета |

## Синглы
| Год                                                                               | Название                                                        | Наивысшая позиция в чартах | Наивысшая позиция в чартах | Наивысшая позиция в чартах | Наивысшая позиция в чартах | Наивысшая позиция в чартах | Наивысшая позиция в чартах | Наивысшая позиция в чартах | Наивысшая позиция в чартах      | Наивысшая позиция в чартах     | Наивысшая позиция в чартах  | Альбом                      |
| Год                                                                               | Название                                                        | Украина ФДР                | Украина TopHit Топ-100     | Киев TopHit Топ-100        | Россия TopHit Топ-100      | Москва TopHit Топ-100      | СНГ TopHit общий           | Европа Official Top 100    | Украина TopHit итоговый Топ-200 | Россия TopHit итоговый Топ-200 | СНГ TopHit итоговый Топ-200 | Альбом                      |
| --------------------------------------------------------------------------------- | --------------------------------------------------------------- | -------------------------- | -------------------------- | -------------------------- | -------------------------- | -------------------------- | -------------------------- | -------------------------- | ------------------------------- | ------------------------------ | --------------------------- | --------------------------- |
| 2003                                                                              | «Новогодняя»                                                    | —                          | —                          | —                          | 71                         | 72                         | 1                          | —                          | —                               | —                              | 2                           | «Чита Дрита»                |
| 2004                                                                              | «Сумасшедшая семейка» (совместно с Аллой Пугачевой)             | —                          | —                          | —                          | —                          | —                          | 11                         | —                          | —                               | —                              | —                           | «За двумя зайцами»          |
| 2004                                                                              | «Жениха хотела» (совместно с Глюкозой)                          | —                          | —                          | —                          | —                          | —                          | 1                          | —                          | —                               | —                              | 34                          | «Жениха хотела. Неизданное» |
| 2004                                                                              | «Тук, тук, тук»                                                 | 13                         | —                          | —                          | —                          | 27                         | 92                         | —                          | —                               | —                              | 170                         | «Чита Дрита»                |
| 2004                                                                              | «Ёлки»                                                          | 9                          | —                          | —                          | —                          | —                          | 9                          | —                          | —                               | —                              | —                           | «Чита Дрита»                |
| 2005                                                                              | «Я попала на любовь»                                            | 19                         | —                          | —                          | —                          | —                          | 62                         | —                          | —                               | —                              | —                           | «Чита Дрита»                |
| 2005                                                                              | «Сама себе»                                                     | —                          | —                          | —                          | —                          | —                          | 99                         | —                          | —                               | —                              | —                           | Tralli-Valli                |
| 2005                                                                              | «Трали-вали»                                                    | —                          | —                          | —                          | —                          | 42                         | 17                         | —                          | —                               | —                              | 137                         | Tralli-Valli                |
| 2006                                                                              | «Хорошо красавицам»                                             | —                          | —                          | —                          | —                          | 78                         | 23                         | —                          | —                               | —                              | 168                         | Tralli-Valli                |
| 2006                                                                              | «А я смеюсь»                                                    | —                          | —                          | —                          | —                          | 96                         | 95                         | —                          | —                               | —                              | —                           | Tralli-Valli                |
| 2006                                                                              | «Бери всё»                                                      | —                          | —                          | —                          | —                          | —                          | 69                         | —                          | —                               | —                              | —                           | Tralli-Valli                |
| 2007                                                                              | «Dancing Lasha Tumbai»                                          | 13                         | —                          | —                          | —                          | —                          | 110                        | 55                         | —                               | —                              | —                           | Doremi Doredo               |
| 2008                                                                              | «Kiss, please»                                                  | —                          | —                          | —                          | —                          | —                          | 119                        | —                          | —                               | —                              | —                           | Doremi Doredo               |
| 2008                                                                              | «Doremi»                                                        | —                          | —                          | 1                          | —                          | —                          | 76                         | —                          | —                               | —                              | —                           | Doremi Doredo               |
| 2008                                                                              | «Evro Vision Queen»                                             | —                          | —                          | —                          | —                          | —                          | 237                        | —                          | —                               | —                              | —                           | Doremi Doredo               |
| 2008                                                                              | «Лети на свет» (совместно с EL Кравчуком)                       | —                          | 49                         | 33                         | —                          | —                          | —                          | —                          | —                               | —                              | —                           | «На облаках»                |
| 2008                                                                              | «Наркотикам нет»                                                | —                          | —                          | 31                         | —                          | —                          | —                          | —                          | —                               | —                              | —                           | Doremi Doredo               |
| 2008                                                                              | «Essen»                                                         | —                          | —                          | 52                         | —                          | —                          | —                          | —                          | —                               | —                              | —                           | Doremi Doredo               |
| 2010                                                                              | «Дольче Габбана»                                                | 2                          | 27                         | 2                          | 20                         | 24                         | 12                         | 41                         | 197                             | 49                             | 57                          | без альбома                 |
| 2011                                                                              | «Смайлик»                                                       | 2                          | 2                          | 3                          | 22                         | 19                         | 14                         | 27                         | 19                              | 84                             | 61                          | без альбома                 |
| 2012                                                                              | «#switter»                                                      | 6                          | 6                          | 8                          | 33                         | 32                         | 27                         | 65                         | 47                              | 109                            | 176                         | без альбома                 |
| 2014                                                                              | «Гидропарк»                                                     | 11                         | 44                         | 43                         | —                          | —                          | 159                        | —                          | —                               | —                              | —                           | без альбома                 |
| 2019                                                                              | «Make It Rain Champagne»                                        | 15                         | 7                          | 16                         | —                          | —                          | 98                         | —                          | 104                             | —                              | —                           | Sexy                        |
| 2020                                                                              | «Swedish Lullaby»                                               | —                          | 56                         | 44                         | —                          | —                          | —                          | —                          | —                               | —                              | —                           | Sexy                        |
| 2021                                                                              | «Wild Christmas»                                                | —                          | 73                         | —                          | —                          | —                          | —                          | —                          | —                               | —                              | —                           | без альбома                 |
| 2022                                                                              | «Є пропозиція»                                                  | —                          | —                          | —                          | —                          | —                          | —                          | —                          | —                               | —                              | —                           | без альбома                 |
| 2022                                                                              | «#Москаль_Некрасівий (Геть з України)» (совместно с Jerry Heil) | —                          | 15                         | 19                         | —                          | —                          | —                          | —                          | —                               | —                              | —                           | без альбома                 |
| Символ «—» означает, что сингл не попал в чарт или не выпускался в данной стране. |                                                                 |                            |                            |                            |                            |                            |                            |                            |                                 |                                |                             |                             |

## Видеоклипы
| Год  | Название                                | Режиссёр                  | Ист.   |
| ---- | --------------------------------------- | ------------------------- | ------ |
| 1998 | «По чуть-чуть»                          | Вячеслав Феофилактов      | [ 30 ] |
| 1999 | «Контролёр»                             | Максим Паперник           | [ 31 ] |
| 2001 | «Пирожок»                               | Владимир Якименко         | [ 32 ] |
| 2001 | «Гоп-гоп»                               | Максим Паперник           | [ 33 ] |
| 2001 | «Вера + Миша» (feat. Михаил Поплавский) | Максим Паперник           | [ 34 ] |
| 2001 | «Горілка»                               | Семён Горов               | [ 35 ] |
| 2002 | «Я не поняла» (feat. ВИА Гра)           | Семён Горов               | [ 36 ] |
| 2003 | «Всё будет хорошо»                      | Максим Паперник           | [ 37 ] |
| 2003 | «Чита-дрита»                            | Семён Горов               | [ 38 ] |
| 2003 | «Новогодняя»                            | Альберт Хамитов           | [ 39 ] |
| 2003 | «Северные девки»                        | Максим Паперник           | [ 40 ] |
| 2003 | «Гуляночка»                             | Максим Паперник           | [ 41 ] |
| 2004 | «Тук-тук-тук»                           | Семён Горов               | [ 42 ] |
| 2004 | «Ти напився як свиня»                   | Семён Горов               | [ 43 ] |
| 2005 | «Я попала на любовь»                    | Семён Горов               | [ 44 ] |
| 2005 | «Hop Hop Hop» (feat. Реня Пачковска)    | Семён Горов               | [ 45 ] |
| 2005 | «Трали-Вали»                            | Александр Филатович       | [ 46 ] |
| 2005 | «Хорошо красавицам»                     | Александр Филатович       | [ 47 ] |
| 2006 | «Бери всё»                              | Александр Игудин          | [ 48 ] |
| 2006 | «А я смеюсь»                            | Семён Горов               | [ 49 ] |
| 2007 | «Dancing Lasha Tumbai»                  | Семён Горов               | [ 50 ] |
| 2007 | «Кiss Please»                           | Алан Бадоев               | [ 51 ] |
| 2008 | «Doremi»                                | Алан Бадоев               | [ 52 ] |
| 2008 | «Evro Vision Queen»                     | Павел Новиков Семён Горов | [ 53 ] |
| 2008 | «Essen»                                 | Виктор Скуратовский       | [ 54 ] |
| 2022 | «Є пропозиція»                          | Олег Зборовский           | [ 55 ] |

| Год  | Название                           | Режиссёр         | Ист.   |
| ---- | ---------------------------------- | ---------------- | ------ |
| 2005 | «Кукла»                            | Алан Бадоев      | [ 56 ] |
| 2006 | «После тебя»                       | Алан Бадоев      | [ 57 ] |
| 2013 | «Благо дарю» (с Ольгой Горбачёвой) | Вячеслав Мельник | [ 58 ] |